# Афонькіно (Гірськомарійський район)
Афо́нькіно (рос. Афонькино, марій. Охонян) — присілок у складі Гірськомарійського району Республіки Марій Ел, Росія. Входить до складу Виловатовського сільського поселення.

## Населення
Населення — 27 осіб (2010; 55 у 2002).
Національний склад (станом на 2002 рік):
- марі — 95 %